# Kuwata Takayuki
Kuwata Takayuki (sinh ngày 26 tháng 6 năm 1941) là một cầu thủ bóng đá người Nhật Bản.

## Đội tuyển bóng đá quốc gia Nhật Bản
Kuwata Takayuki thi đấu cho đội tuyển bóng đá quốc gia Nhật Bản từ năm 1961 đến 1962.

## Thống kê sự nghiệp
| Đội tuyển bóng đá Nhật Bản | Đội tuyển bóng đá Nhật Bản | Đội tuyển bóng đá Nhật Bản |
| Năm                        | Trận                       | Bàn                        |
| -------------------------- | -------------------------- | -------------------------- |
| 1961                       | 2                          | 1                          |
| 1962                       | 3                          | 1                          |
| Tổng cộng                  | 5                          | 2                          |